# Grzegorz Gudzbeler
Grzegorz Gudzbeler – polski informatyk oraz specjalista nauk o obronności i nauk o bezpieczeństwie, młodszy inspektor Policji w stanie spoczynku, doktor habilitowany nauk społecznych, profesor Uniwersytetu Warszawskiego, pracownik Wydziału Nauk Politycznych i Studiów Międzynarodowych Uniwersytetu Warszawskiego (WNPiSM UW). Zastępca Dyrektora ds. Jakości i Komercjalizacji w Łukasiewicz - Warszawski Instytut Technologiczny. 

## Kariera zawodowa
W latach 1998-2017 był funkcjonariuszem Policji, zakończył służbę w stopniu młodszego inspektora. W latach 2013–2017 zajmował stanowisko dyrektora Instytutu Koordynacji Badań Wyższej Szkoły Policji w Szczytnie.  Od 2014 do 2017 był członkiem Rady Naukowo-Technicznej przy Komendancie Głównym Policji, zaś w latach 2016-2017 Rady Naukowo-Technicznej przy Ministrze Spraw Wewnętrznych. Od 2024 jest członkiem Rady Naukowej Naukowej i Akademickiej Sieci Komputerowej – Państwowego Instytutu Badawczego.
W 2010 r. ukończył studia magisterskie na kierunku informatyka i ekonometria w Wyższej Szkole Informatyki i Ekonometrii TWP w Olsztynie. W dniu 18 grudnia 2012 r. uzyskał na Wydziale Zarządzania i Dowodzenia Akademii Obrony Narodowej stopień doktora nauk społecznych w zakresie nauk o obronności na podstawie pracy Zastosowanie trenażerów w szkoleniu kadr dowódczych policji, której promotorem był prof. dr hab. Stanisław Śladkowski. 17 maja 2019 r. uzyskał na Wydziale Nauk Politycznych i Studiów Międzynarodowych Uniwersytetu Warszawskiego stopień doktora habilitowanego nauk społecznych w dyscyplinie nauk o bezpieczeństwie na podstawie dorobku naukowego i rozprawy Symulatory pojazdów w procesie szkolenia podmiotów odpowiedzialnych za bezpieczeństwo wewnętrzne.  
Wykładał w Wyższej Szkole Informatyki i Ekonometrii TWP oraz w Społecznej Akademii Nauk. Od 2017 r. związany jest z Uniwersytetem Warszawskim, gdzie od czasu reorganizacji WNPiMS UW z 2019 r. należy do zespołu Katedry Bezpieczeństwa Wewnętrznego tegoż wydziału. Członek Międzynarodowego Stowarzyszenia Inżynierów. 